# ناويا شيبامورا
ناويا شيبامورا (باليابانية: 柴村 直弥) (11 سبتمبر 1982 في هيروشيما في اليابان – )؛ هو لاعب كرة قدم ياباني سابق كان يلعب كمدافع.

## وصلات خارجية
- ناويا شيبامورا على موقع رابطة كرة القدم اليابانية للمحترفين (اليابانية)
- ناويا شيبامورا على موقع قاعدة بيانات كرة القدم.إي يو (الإنجليزية)
- ناويا شيبامورا على موقع Soccerway.com (الإنجليزية)
- ناويا شيبامورا على موقع عالم كرة القدم.نت (الإنجليزية)